# Villa Solbacken
Villa Solbacken to rezydencja znajdująca się w Sztokholmie. Została zbudowana w 1930 roku. Dziewiętnaście lat później na własność nabył ją szwedzki książę, Bertil, który zamieszkał tam wraz ze swoją życiową partnerką, Lilianą May Davies. Po jego śmierci w 1997 roku własność willi przeszła na jedynego syna króla Karola XVI Gustawa, księcia Karola Filipa. Mężczyzna zamieszkał tam ze swoją żoną, Zofią Hellqvist, po ich ślubie w 2015 roku.

## Historia
W 1930 roku szwedzki biznesmen, Gunnar Roth, zlecił wybudowanie willi według projektu architekta, Ragnara Hjortha. Początkowo rezydencja nazywała się „Villą Backen”, później zmieniono tę nazwę na używaną obecnie „Villa Solbacken”.
Od 1949 roku rezydencja była prywatną własnością księcia Bertila, wnuka panującego ówcześnie szwedzkiego króla, Gustawa V. Mężczyzna dzielił willę wraz ze swoją kochanką, Lilianą May Davies, której – ze względu na swoją pozycję w szwedzkiej rodzinie królewskiej – nie mógł poślubić. Po objęciu tronu przez ojca Bertila, króla Gustawa VI Adolfa – następcą tronu został kilkuletni Karol Gustaw. Okazało się, że w przypadku śmierci monarchy Bertil pełniłby obowiązki regenta (inni następcy tronu utracili swoje prawa do dziedziczenia wskutek zawarcia związków małżeńskich nie zaakceptowanych przez dwór królewski). Mężczyzna zatem zdecydował, że nie poślubi Liliany, jednakże nie zrezygnował z miłości do niej i nadal był z nią związany. W 1976 roku – po objęciu tronu przez pełnoletniego już wówczas bratanka, który stał się królem Karolem XVI Gustawem, i po otrzymaniu od niego zgody – Bertil ożenił się z Lilianą.
W 1997 roku Bertil zmarł, a własność rezydencji przeszła na jego chrześniaka, jedynego syna króla Karola XVI Gustawa, księcia Karola Filipa – jednakże z zastrzeżeniem, że jego żona, wówczas już księżna Liliana, będzie mogła mieszkać w willi do końca swojego życia. Rezydencja stała się przystanią dla podupadającej na zdrowiu kobiety. W sierpniu 2008 roku księżna upadła w swoim apartamencie, niefortunnie łamiąc biodro, a w lutym 2009 zdarzył się jej podobny wypadek. 3 czerwca 2010 roku ogłoszono, że kobieta cierpi na chorobę Alzheimera i nie będzie więcej pojawiać się publicznie (nie uczestniczyła nawet w ślubie następczyni tronu, księżniczki koronnej, Wiktorii, z Danielem Westlingiem w czerwcu 2010 roku). Księżna Liliana zmarła trzy lata później, 10 marca 2013 roku.
W 2014 roku właściciel rezydencji, książę Karol Filip, ogłosił swoje zaręczyny z modelką, Zofią Hellqvist. W czasie przygotowań do ślubu pary, podjęto również decyzję o rozpoczęciu całkowitej renowacji posiadłości. Ostatecznie książę przeniósł się z żoną do rezydencji dwa lata po ślubie, w 2017 roku. Para książęca mieszka tam ze swoimi trzema synami – Aleksandrem, Gabrielem i Julianem oraz córką, Ines.